# Paula Frassinetti

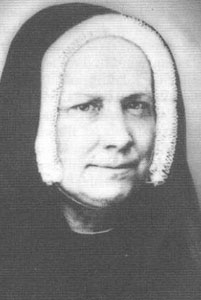
Paula Frassinetti

Paula Frassinetti, andere Schreibweise Paola Frassinetti (* 3. März 1809 in Genua; † 11. Juni 1882 in Rom) war eine Ordensschwester und Gründerin der Frauenkongregation Congregatio Sororum a Sancta Dorothea (Schwestern von der heiligen Dorothea) (italienisch: Suore di Dorotea della Frassinetti).

## Leben
Sie wurde am 3. März 1809 in Genua geboren und am selben Tag getauft. Ihre Mutter starb als sie neun Jahre alt war. Im Jahr 1830 wurde sie von ihrem Vater aus gesundheitlichen Gründen zu ihrem Bruder geschickt, der als Priester am Stadtrand von Genua in Quinto am Meer eingesetzt war, um bei ihm zu leben. Dort arbeitete sie in der Pfarre mit, wo bald ihr Interesse auf die Ausbildung der armen Kinder fiel. Dies war auch der Anlass dafür die Kongregation der Schwestern von der heiligen Dorothea zu gründen. Sie starb am 11. Juni 1882 im Mutterhaus ihrer Kongregation Sant’ Onofria al Gianicolo, wo ihr Leichnam heute noch ruht.

## Die Schwestern von der heiligen Dorothea
Paula Frassinetti gründete die Kongregation 1834 in Genua als klösterliches Institut. Sie ist nach der heiligen Dorothea benannt. 1841 wurde der Sitz der Ordensleitung nach Rom verlegt. Die päpstliche Bestätigung erfolgte 1863. Der Gemeinschaft gehören weltweit 837 Schwestern in 123 Konventen an (Stand: 2016).
Der Ruf der Kongregation verbreitete sich schnell. So wurde 1835 eine kleine Schule in Genua errichtet, zwei Jahre später wurde weitere Häuser gegründet. Eine Grundschule für Mädchen und eine Tagesschule bestanden bereits 1842 in der Nähe der Basilika Santa Maria Maggiore. 1865 rief der Bischof von Olinda in Brasilien die Kongregation in sein Bistum. Kurze Zeit später wurden sie auch nach Portugal gerufen.

## Seligsprechung und Heiligsprechung
Paula Frassinetti wurde am 8. Juni 1930 selig- und am 11. März 1984 heiliggesprochen. Ihr Gedenktag in der Liturgie ist der 11. Juni.